# Gianni Agus
Gianni Agus, all'anagrafe Giovanni Battista Agus (Cagliari, 17 agosto 1917 – Roma, 4 marzo 1994), è stato un attore e conduttore televisivo italiano.
Noto al grande pubblico come "spalla eccellente" di comici come Totò, Peppino De Filippo, Paolo Villaggio, Raimondo Vianello, Franco & Ciccio, Gianni Agus era particolarmente stimato per la voce chiara e stentorea, e per la pronta reattività della sua vis comica. Spesso interpretava il ruolo del "capo" antipatico e prepotente, in riviste teatrali e sketch televisivi, ma, essendo un attore versatile e capace, riuscì a prodursi anche in un genere impegnato.

## Biografia
Dopo avere conseguito il diploma di ragioniere, Agus si dedicò a un'intensa attività filodrammatica prima di trasferirsi a Roma, dove nel 1938 si diplomò al Centro sperimentale di cinematografia. Esordì sul grande schermo con una piccola parte in Giuseppe Verdi (1938) di Carmine Gallone. Nome storico del teatro di rivista italiano, prese parte a commedie di grandi autori come Garinei e Giovannini (Domani è sempre domenica, 1947-1948; Sogno di una notte di questa estate con Rascel, 1949-1950; Caccia al tesoro, 1953, tratta dall'omonimo programma radiofonico; Giove in doppiopetto, 1954-1955) e lavorò a lungo accanto a Wanda Osiris (Si stava meglio domani, 1946-1947; Il diavolo custode, 1950-1951).
Lunga fu la sua collaborazione negli anni quaranta con la presenza in pièce come La diva di Raffaele Calzini. Si dedicò poi soprattutto al cabaret e al varietà, periodo che celebrò anni dopo con la conduzione di una puntata del programma televisivo Giochiamo al varieté, partecipando a spettacoli radiofonici di successo, tra cui Il gonfalone (1959), nella cui ultima puntata era il sostenitore d'eccellenza del costume sardo di Tempio Pausania, Caccia grossa (1966), Domenica delle meraviglie di Diego Cugia, (1992) e spettacoli televisivi come Bambole, non c'è una lira (1977) e Stasera niente di nuovo (1981). Agus sperimentò negli anni anche il ruolo di conduttore, presentando in radio lo spettacolo musicale Bis (1955), l'ottavo Festival di Sanremo,nell'agosto 1972 fu al microfono di "Voi ed Io" lo storico programma d'intrattenimento del mattino sul Programma Nazionale Radiorai tutti i giorni dal lunedì al sabato dalle 9,15 alle 11,30 per tutto il mese,esperienza che bisso' nuovamente nel giugno 1974 tornando a condurre la trasmissione con identico successo d'ascolto grazie al suo carisma e alle sue doti di attore brillante e Buona domenica a tutti. Ovvero dodici anni di Gran varietà (1979), spettacolo antologico che riproponeva i pezzi migliori dello storico programma Gran varietà, del quale fu ospite fisso per molte edizioni, spalla tra gli altri di Carlo Dapporto (1968), Sylva Koscina (1970) e Paolo Panelli (1975). Nel 1976 condusse insieme a Tina De Mola la trasmissione radiofonica in quindici puntate Piccola storia dell'avanspettacolo.
Dedicatosi per molti anni alla TV, divenne popolarissimo interpretando la parte del capoufficio di Fracchia, ruolo che propose in varie trasmissioni come: È domenica, ma senza impegno (1969), Il cattivone (1970) e soprattutto, nella serie  Giandomenico Fracchia - Sogni proibiti di uno di noi (1975). Anche negli anni ottanta tornerà ad impersonare questo ruolo, sempre in varie trasmissioni, finanche al cinema nel film di successo Fracchia la belva umana. Prese parte a Canzonissima (1958), come spalla di Ugo Tognazzi e Walter Chiari, e a Scala reale (1966), come spalla di Peppino De Filippo. Fu anche fra gli interpreti della miniserie televisiva La donna di fiori (1965) e della commedia musicale televisiva Dal primo momento che ti ho visto (1976). Tra le sue più convincenti interpretazioni cinematografiche: il conte di Almaviva in Figaro qua, Figaro là (1950) di Carlo Ludovico Bragaglia, un gerarca fascista in Il federale (1961) di Luciano Salce e l'enfatico podestà Pennica di I due marescialli (1961) di Sergio Corbucci, con Totò e Vittorio De Sica. Dagli anni cinquanta ai settanta recitò anche in alcuni short pubblicitari nel programma TV Carosello.
Famoso per i suoi ruoli di attore brillante, Gianni Agus recitò anche in molte opere del teatro classico, inclusi alcuni drammi pirandelliani - tra cui I giganti della montagna, in una messinscena di Mario Missiroli, e, poco prima della sua scomparsa, Così è (se vi pare), dove era tra i protagonisti - e la brechtiana Opera da tre soldi, per la regia di Giorgio Strehler.
Nel 1981 partecipò a Stasera niente di nuovo, varietà televisivo condotto da Sandra Mondaini e Raimondo Vianello, con Heather Parisi.
Nel 1985, nella trasmissione televisiva Al Paradise, prese parte alla parodia de I promessi sposi, realizzata dal Quartetto Cetra, nel ruolo di Don Rodrigo.
Gianni Agus sposò Lilo Weibel, una ballerina austriaca conosciuta nella compagnia di Wanda Osiris, anche lei attrice (partecipò ad alcuni film con Totò, tra i quali Totò cerca casa in cui interpretava un'odalisca). Da lei ebbe un figlio, David. Inoltre era lo zio dell'attore e conduttore tv Gianfranco Agus, figlio del fratello Giorgio. Agus morì nel 1994 nella sua casa romana, a causa di un arresto cardiaco, all'età di 76 anni. Il 7 marzo fu celebrato il funerale nella chiesa di Sant'Agnese; mentre una targa posta nella basilica di Santa Teresa d'Avila, in corso d'Italia, lo ricorda come benefattore. Riposa nel cimitero Flaminio a Roma.

## Filmografia

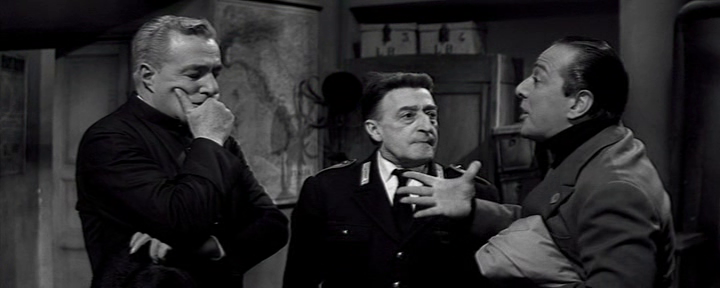
Gianni Agus (a destra) con Vittorio De Sica (a sinistra) e Totò nel film I due marescialli (1961)

### Cinema
- Inventiamo l'amore, regia di Camillo Mastrocinque (1938)
- I figli del marchese Lucera, regia di Amleto Palermi (1938)
- Napoli che non muore, regia di Amleto Palermi (1939)
- Io, suo padre, regia di Mario Bonnard (1939)
- Le miserie del signor Travet, regia di Mario Soldati (1945)
- Femmina incatenata, regia di Giuseppe Di Martino (1949)
- Adamo ed Eva, regia di Mario Mattoli (1949)
- Figaro qua, Figaro là, regia di Carlo Ludovico Bragaglia (1950)
- Il più comico spettacolo del mondo, regia di Mario Mattoli (1953)
- Ci troviamo in galleria, regia di Mauro Bolognini (1953)
- L'incantevole nemica, regia di Claudio Gora (1953)
- Giuseppe Verdi, regia di Raffaello Matarazzo (1953)
- Il cardinale Lambertini, regia di Giorgio Pàstina (1954)
- In amore si pecca in due, regia di Vittorio Cottafavi (1954)
- Susanna tutta panna, regia di Steno (1957)
- Femmine tre volte, regia di Steno (1957)
- La cento chilometri, regia di Giulio Petroni (1959)
- Il federale, regia di Luciano Salce (1961)
- Pesci d'oro e bikini d'argento, regia di Carlo Veo (1961)
- I due marescialli, regia di Sergio Corbucci (1961)
- 2 samurai per 100 geishe, regia di Giorgio Simonelli (1962)
- I motorizzati, regia di Camillo Mastrocinque (1962)
- Totò di notte n. 1, regia di Mario Amendola (1962)
- Divorzio alla siciliana, regia di Enzo Di Gianni (1963)
- Uno strano tipo, regia di Lucio Fulci (1963)
- Totò sexy, regia di Mario Amendola (1963)
- Totò e Cleopatra, regia di Fernando Cerchio (1963)
- Le motorizzate, regia di Marino Girolami (1963)
- Europa: operazione strip-tease, regia di Renzo Russo (1964)
- L'immorale, regia di Pietro Germi (1967)
- Totò Ye Ye, regia di Daniele D'Anza (1967)
- Il lungo, il corto, il gatto, regia di Lucio Fulci (1967)
- La più bella coppia del mondo, regia di Camillo Mastrocinque (1967)
- La vuole lui... lo vuole lei, regia di Mario Amendola (1967)
- Soldati e capelloni, regia di Ettore Maria Fizzarotti (1967)
- Peggio per me... meglio per te, regia di Bruno Corbucci (1967)
- Franco e Ciccio... ladro e guardia, regia di Marcello Ciorciolini (1969)
- Mordi e fuggi, regia di Dino Risi (1972)
- Il gatto di Brooklyn aspirante detective, regia di Oscar Brazzi (1973)
- Ku-Fu? Dalla Sicilia con furore, regia di Nando Cicero (1973)
- Il colonnello Buttiglione diventa generale, regia di Mino Guerrini (1974)
- 4 marmittoni alle grandi manovre, regia di Franco Martinelli (1974)
- Il trafficone, regia di Bruno Corbucci (1974)
- Il venditore di palloncini, regia di Mario Gariazzo (1974)
- Buttiglione diventa capo del servizio segreto, regia di Mino Guerrini (1975)
- Due sul pianerottolo, regia di Mario Amendola (1976)
- La pretora, regia di Lucio Fulci (1976)
- Orazi e Curiazi 3 - 2, regia di Giorgio Mariuzzo (1977)
- I carabbimatti, regia di Giuliano Carnimeo (1981)
- Camera d'albergo, regia di Mario Monicelli (1981)
- Culo e camicia, regia di Pasquale Festa Campanile (1981)
- Fracchia la belva umana, regia di Neri Parenti (1981)
- Sbirulino, regia di Flavio Mogherini (1982)
- Questo e quello, regia di Sergio Corbucci (1983)
- Cuando calienta el sol... vamos alla playa, regia di Mino Guerrini (1983)
- Matilda, regia di Antonietta De Lillo, Giorgio Magliulo (1990)

### Televisione
- Il conte di Montecristo (1966, sceneggiato televisivo)
- I fratelli Karamazov, regia di Sandro Bolchi (1969, sceneggiato televisivo)
- Stasera Fernandel, episodio Una tranquilla villeggiatura, regia di Camillo Mastrocinque - serie TV (1969)
- La granduchessa e i camerieri, regia di Gino Landi - film TV (1977)
- Bambole non c'è una lira, regia di Antonello Falqui - programma TV di varietà (1977)
- Giochiamo al varieté (1980)
- Tamburi nella notte, regia di Gabriele Lavia - film TV (1982), dall'opera omonima scritta da Bertolt Brecht
- Senator, regia di Gianfrancesco Lazotti - serie TV (1992)

#### Pubblicità
- Benzina API (1969 e 1970), insieme a Raffaele Pisu.
- Camomilla Bonomelli (1961), insieme ad Anna Maria Bottin.
- Polveri per acqua minerale Idriz (1959 e 1960), insieme a Delia Scala;
- Materassi Ennerev (1969, 1970 e 1971), insieme a Paolo Villaggio.
- Il detersivo Olà (1957), insieme a Raimondo Vianello [4]
- Pasta Spigadoro, della Petrini (1973).
- Elettrodomestici Triplex (1967), insieme a Peppino De Filippo.

## Prosa televisiva Rai
- La spada di Damocle di Alfredo Testoni, regia di Vittorio Cottafavi, trasmessa il 14 novembre 1958.
- Il cuoco e il segretario, regia di Lino Procacci ed Erminio Macario, 1959.
- Le bastonate del servo, di Macario, regia di Lino Procacci, 1959.
- La consegna è di russare, di Macario, regia di Lino Procacci, 1959.
- Lo schiavo impazzito, regia di Mario Lanfranchi, 1960.
- Spirito allegro, commedia di Noël Coward, regia di Sandro Bolchi, trasmessa il 13 gennaio 1961
- Questa o quella, regia di Enrico Colosimo, trasmesso l'11 ottobre 1961
- Quaranta...ma non li dimostra, commedia di Peppino De Filippo e Titina De Filippo, regia di Romolo Siena, trasmessa il 20 maggio 1962
- L'amico delle donne, regia di Davide Montemurri, 1975
- Tamburi nella notte di Berthold Brecht, regia di Gabriele Lavia (1983)

## Prosa radiofonica EIAR
- Oh, Heidelberga mia!, tre atti di Wilhelm Meyer Foerster, regia di Enzo Ferrieri, trasmessa il 7 gennaio 1943.

## Programmi televisivi
- Festival di Sanremo (Programma Nazionale, 1958)
- Stasera niente di nuovo (Rete 1, 1981)

## Doppiaggio
- Piero Vida in Execution
- Jacques Herlin in Il furto della Gioconda
- Mario Farese in 7 chili in 7 giorni